# Costa Central asturiana
Asturias, denominada oficialmente como Principado de Asturias, es una comunidad autónoma uniprovincial, situada en el norte de España, en una zona geográfica que forma parte de la vertiente oceánica de la cordillera Cantábrica. Como tal, constituye un conjunto montañoso como si fuera un gran repliegue que estuviera encastrado entre el mar y la meseta de Castilla. Esta característica eleva la complejidad de su relieve, que desde las zonas montañosas que llegan a superar los 2000 m, desciende hasta el nivel del mar en menos de 90 km. Al llegar al mar Cantábrico formando una estrecha franja litoral, que se le conoce con el nombre de "La Marina", y que se extiende a lo largo de todo el litoral asturiano.
Esta zona, conocida como Marina, es paralela a la costa, presentándose como una rampa escalonada, que da lugar a distintos niveles, apareciendo desde superficies planas a frentes acantilados, en cuyas superficies los ríos costeros han dado lugar a valles. Algunos ríos presentan rías en sus desembocaduras, como es el caso de los ríos: Eo, Navia, Nalón, Avilés, Villaviciosa, Ribadesella y Tina Mayor.
De esta manera se nos presenta un frente costero asturiano con alineación este-oeste de unos 483 km de longitud, repartidos en 20 Concejos. Esta costa presenta una gran cantidad y variedad de playas, aproximadamente 211,  como accidente morfológico que forma parte de este paisaje costero, y que van desde extensos arenales a ensenadas formadas por cantos rodados, gravas y/o bloques. 
Desde el punto de vista morfológico, la costa asturiana puede dividirse en tres subsectores: 
- Costa occidental: comprendida entre la desembocadura de la ría del Eo y la del Nalón.
- Costa Central: comprendida entre la desembocadura de la ría del Nalón y la de Villaviciosa.
- Costa Oriental: discurre entre las rías de Villaviciosa y la de Tina Mayor.

La Costa Central de Asturias es el tramo costero que se extiende entre los concejos de Muros de Nalón y Gijón.

## Descripción
Sin lugar a dudas, la costa central de Asturias es el tramo costero que presenta mayor influencia del sistema urbano; en ella encontramos instalaciones industriales, puertos, como los de Gijón y Avilés;  asentamientos de población;  contaminación y un porcentaje mayor de presión humana.
La mayoría de sus playas son extensos arenales y pocas de ellas, en proporción con otras franjas costeras asturianas, presentan algún tipo de protección medioambiental. Debe hacerse especial mención al accidente morfológico más destacable de este tramo, que es el Cabo de Peñas,  que es el punto más septentrional, y presenta unos elevados acantilados, estando la zona protegida bajo la catalogación de Paisaje protegido del Cabo Peñas.

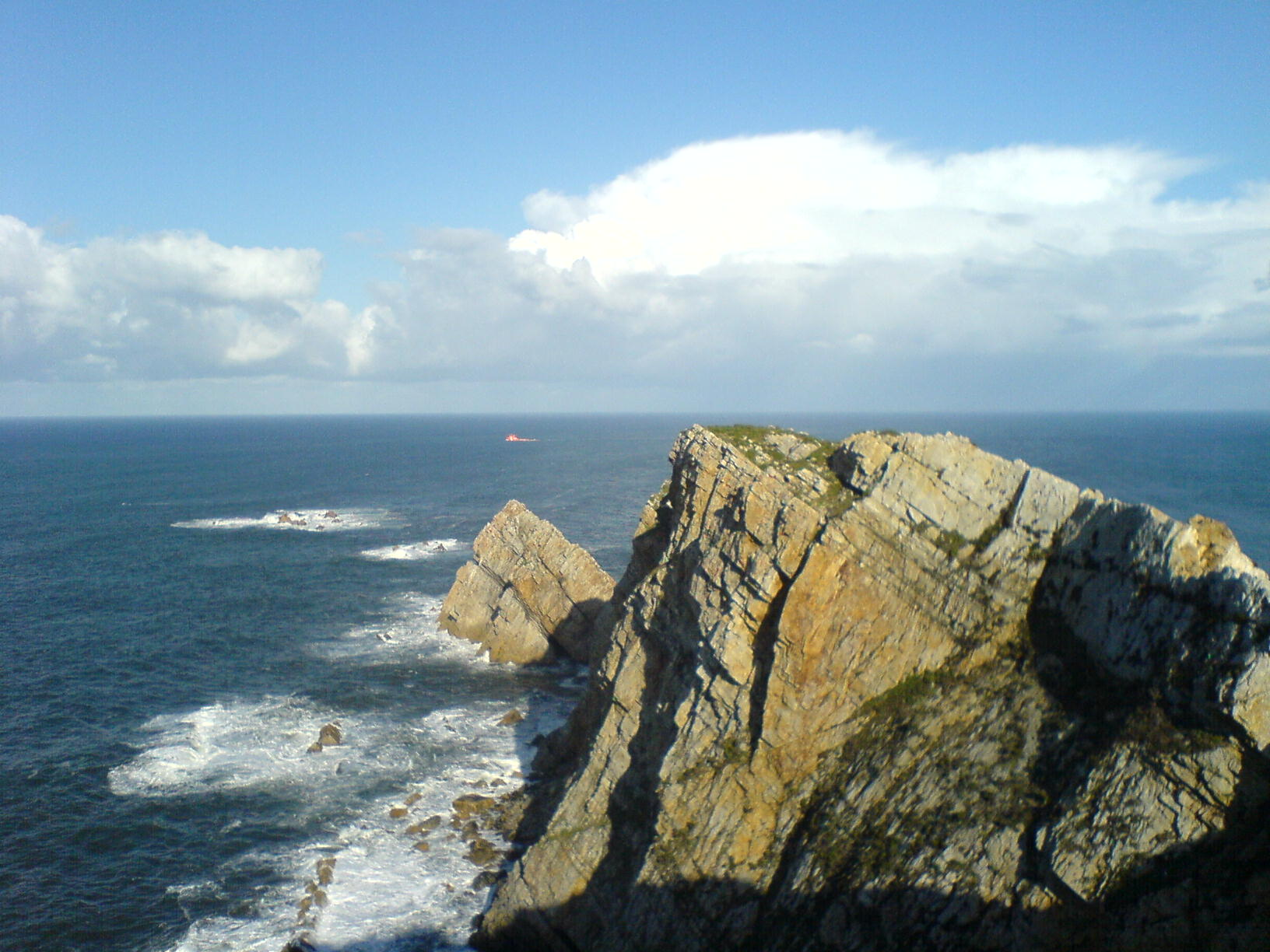
Cabo de Peñas

Este “Paisaje Protegido del Cabo de Peñas” abarca la zona situada en una estrecha zanja litoral en el concejo de Gozón. La protección se extiende a ambos lados del Cabo Peñas, de manera que incluye el territorio situado entre la península de Nieva y La Punta la Vaca (así como La Isla Erbosa), contando con una superficie de 1926 ha. La mayor parte de la zona protegida es costera, ya que hacia el interior, el área declarada sólo llega a unos 3 km en el punto más ancho.
La declaración de Paisaje Protegido data de 1995 y está estipulada por el Decreto 80/1995, entrando a formar parte de la Red Regional de Espacios Naturales Protegidos (RRENP), y está definida en la Ley 5/1991 de Protección de Espacios Naturales del Principado de Asturias como: " aquellos lugares concretos del medio natural, que por sus valores estéticos y culturales sean merecedores de una protección especial".
Actualmente forma parte de la lista de Lugares de Importancia Comunitaria (LICs) incluida en la Red Europea de espacios Protegidos denominada Red Natura 2000; y desde el año 2003 está incluida en la lista europea de Zonas de Especial Protección para las Aves (ZEPA)  con el objetivo de garantizar la protección y la gestión a largo plazo de las especies de aves, en especial las migradoras, así como de sus hábitats.

## La costa central y el Camino de Santiago
El Camino de Santiago no constituye una única ruta de peregrinación, sino que más bien puede decirse que existen múltiples y diversas rutas de acceso a Santiago de Compostela. Entre ellas hay que tener en cuenta el llamado “Camino del Norte”, también conocido como “Camino Cantábrico” o “Camino Alto”. Se trata de una travesía que recorre la cornisa Cantábrica desde Irún a Santiago.
De esta manera, el Camino de Santiago, al llegar a Asturias,  se bifurca en dos ramales: uno es el llamado “Camino primitivo” y el otro el “Camino de la costa”. Es este último, conocido también como “Ruta de la Costa”, el que atraviesa las poblaciones costeras asturianas hasta adentrarse en tierras de interior cerca del límite entre Asturias y la provincia de Lugo.
Mientras, el  “Camino primitivo”, que es el trazado más antiguo de todos, incluso más antiguo que el camino francés, realiza la ruta por el interior hasta unirse al “camino de la costa”,  en tierras gallegas, en la localidad de Arzúa.

## La costa central y las zonas de protección medioambiental
La costa central de Asturias es la que menos playas presenta catalogadas como protegidas, bien por ser ZEPA, LIC, Paisaje Protegido, o incluso Monumento natural.
Pese a ello destacan algunos concejos como los de Muros de Nalón y Castrillón, que presentan protección en prácticamente todas sus playas, o Gozón que tiene la mayoría de ellas protegidas, al estar incluidas dentro del Paisaje Protegido del Cabo de Peñas (el cual se extiende por una estrecha franja del litoral central de Asturias, toda ella del concejo de Gozón. El límite occidental se señala en la península de Nieva, que cierra la margen derecha de la ría de Avilés, y el oriental en el resalte de la Punta la Vaca, muy cerca ya de la villa costera de Luanco, recogiéndose de ese modo un litoral de unos 19 km de longitud. Hacia el interior, el área declarada no mide más de 3 km en el punto más ancho, trazándose el límite sobre las carreteras y caminos vecinales que dan servicio al área).  Incluso Gijón presenta dos playas consideradas LIC,  las playas de Estaño y Serín y La Cagonera.